# Exif
Exif provine de la prescurtarea expresiei engleze Exchangeable image file format (în traducere: format comutabil pentru fișiere imagine). Este o specificație a metadatelor fotografiilor (datele despre fotografii), pe care aparatele foto digitale actuale (2011) le produc suplimentar pentru fiecare fotografie digitală propriu-zisă. Se aplică la fotografiile/fișierele cu formatele JPEG, TIFF Rev. 6.0 și RIFF WAV. Nu se aplică însă la formatele JPEG 2000, PNG și GIF.

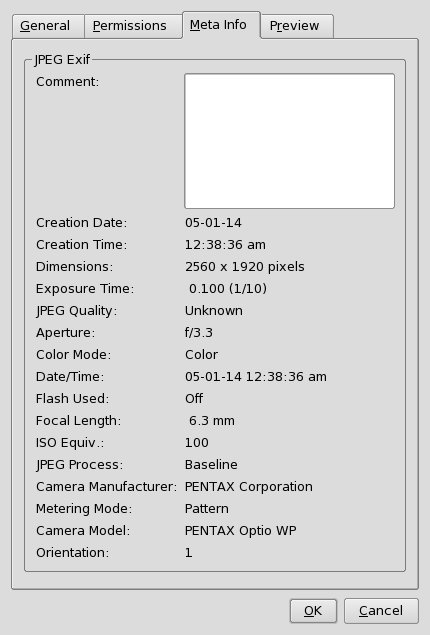
Captură de ecran cu Konqueror prezentând informațiile EXIF

## Exemple
Fotografiile digitale (mai exact: fișierele sau datele corespunzătoare) pot conține, pe lângă datele imaginii propriu-zise, și următoarele date de tip Exif, desigur invizibile la reproducere:
- Data și ora
- Expunerea și diafragma fotografiei
- Marca aparatului de fotografiat folosit
- Dimensiunea fotografiei, măsurată în pixeli și megabaiți
- Dacă a fost folosit blitzul, și cu ce parametri
- Detalii despre focalizare și zoom
- Începând de prin anul 2009 chiar și coordonatele geografice ale locului unde s-a făcut fotografia, bazate pe un receptor GPS înglobat în aparatul de fotografiat; pe baza acestora programele actuale de prelucrare foto deduc automat localitatea cea mai apropiată și generează chiar în imagine data și localitatea,

precum și multe alte detalii suplimentare.